# موهت
موهت (به فرانسوی: Mouhet) یک کمون در فرانسه است که در اندر واقع شده‌است. موهت ۳۲٫۲۶ کیلومتر مربع مساحت و ۵۱۱ نفر جمعیت دارد و ۲۶۰ متر بالاتر از سطح دریا واقع شده‌است.